# 弗兰克·弗雷德里克松
弗兰克·弗雷德里克松（1895年6月11日—1979年5月28日），加拿大男子冰球运动员。他曾代表加拿大参加1920年夏季奥林匹克运动会冰球比赛，获得一枚金牌。他于1979年在多伦多去世。